# Nonoc
Nonoc (Barangay Nonoc) es un barrio de la ciudad de Surigao  situado en la isla de Nonoc, adyacente a la costa noroeste de la también isla de Mindanao. Forma parte de  la provincia de Surigao del Norte  en la Región Administrativa de Caraga, también denominada Región XIII. Para las elecciones está encuadrado en el Segundo Distrito Electoral.

## Geografía
Nonoc  se encuentra 10 kilómetros al norte de la ciudad  de  Surigao ocupando la parte central   de  la isla de Nonoc frente a las islas de Aguasán   y de Doot; al sur de la bahía de Aguasán, islas Calibán y Dinagat, separadas por el canal de Gaboc; al este del estrecho de Surigao; y al norte del canal de Hinatuán.
Su término, que cuenta con una extensión superficial de  16,4527 km²,  linda al este con el del barrio de Talísay y al oeste con el de Cantiasay.

### Población
El año 2000 contaba este barrio con 1.040 habitantes que ocupaban 223 hogares. En 2007 son 1.154 personas, 1.114 en 2010.

## Historia
A mediados del siglo XIX, año de 1845 Nonoc era una visita de Surigao, capital de la provincia de Caraga. Espirirualmente dependía de la diócesis de Cebú.

"...NONOG: visita del pueblo de Surigao cab. de la prov. de Caraga, en la isla de Mindanao dioc. de Cebú; sit. en terr. llano no muy lejos de su matriz en cuyo art. incluimos su POBL. prod. y trib..."
Buzeta y Bravo, Tomo II, página 362 AGN

A finales del siglo XIX  formaba parte del  Tercer Distrito o provincia de Surigao: Con sede en la ciudad de Surigao comprendía  el NE. y Este de la isla de Mindanao y, además, las de Bucas, Dinágat, Ginatúan, Gipdó, Siargao, Sibunga y varios islotes entre los que se encontraba Hanigad.